# Sanremo '99
Sanremo '99 è una compilation pubblicata dall'etichetta discografica Universal nel febbraio 1999.
Si tratta di uno dei due album contenenti brani partecipanti al Festival di Sanremo 1999.
Dei 19 brani, 6 sono stati proposti nella manifestazione da artisti della sezione "Campioni", 7 da artisti della sezione "Giovani", 3 da ospiti, 3 non risultano legati al Festival e vengono indicati come "bonus tracks".
Sono inseriti tutti i testi delle canzoni riportate, situazione insolita per una compilation.
Nella copertina vengono citati tutti gli interpreti dei brani contenuti, in ordine alfabetico.

## Tracce
1. Alex Britti – Oggi sono io
2. Marina Rei – Un inverno da baciare
3. Emilia – Big Big World
4. Gianluca Grignani – Il giorno perfetto
5. Max Gazzè – Una musica può fare
6. Antonella Ruggiero – Non ti dimentico
7. Lenny Kravitz – Thinking of You
8. Allegra – Puoi fidarti di me
9. Stadio – Lo zaino
10. Franco Battiato – Vite parallele
11. Robbie Williams – No Regrets
12. Nada – Guardami negli occhi
13. Soerba – Noi non ci capiamo
14. Filippa Giordano – Un giorno in più
15. Cartoons – Doodah
16. Gatto Panceri – Dove dov'è
17. Irene Lamedica – Quando lei non c'è
18. Boyzone – I Love the Way You Love Me
19. Quintorigo – Rospo